# Ahmed H. Zewail
Ahmed H. Zewail  (arapski أحمد حسن زويل) Damanhur, 26. veljače 1946.) je egipatsko - američki kemičar. Dobiitnik je Nobelove nagrada za kemiju 1999. Za svoj rad u istraživanju femtokemije. Profesor je fizike i kemije na Kalifornijskom institutu za tehnologiju (California Institute of Technology). Na ovom sveučilištu radi od 1976.
Zevailov ključni doprinos znanosti je pionirski rad u području femtokemije, dakle istraživanja kemijskih reakcija koje traju nekoliko femto sekundi. Njegov tehnički pristup se sastoji u uporabi ultrabrzih laserskih impulsa, koji mu omogućuju opis prijelaznih stanja kemijskih reakcija.